# إدغاردو عنجرة
إدغاردو عنجرة (بالإنجليزية: Edgardo Angara) (و. 1934 – م) هو سياسي، ومحام من الفلبين.

## التعليم
تعلم في جامعة ميشيغان.